# Xã Bryan, Quận Boone, Arkansas
Xã Bryan (tiếng Anh: Bryan Township) là một xã thuộc quận Boone, tiểu bang Arkansas, Hoa Kỳ. Năm 2010, dân số của xã này là 1.018 người.